# Салманов, Вадим Николаевич
Вади́м Никола́евич Салма́нов (1912 ― 1978) ― советский композитор. Народный артист РСФСР (1972).

## Биография
Род Салмановых происходит от башкирских мурз и в XVII—XVIII веках потомки этого рода перебрались в Москву и несколько поколений служили в храме на Доргомиловском кладбище.
В. Н. Салманов родился 22 октября (4 ноября) 1912 года в Санкт-Петербурге. С детства учился играть на фортепиано под руководством отца. В восемнадцать лет серьёзно увлёкся геологией, но в 1935 вернулся к музыке. К этому времени относятся первые композиторские опыты Салманова. После частных занятий с А. П. Гладковским в 1936 году Салманов поступил в ЛГК имени Н. А. Римского-Корсакова в класс композиции М. Ф. Гнесина. В 1941 году он окончил консерваторию и почти сразу же отправился на фронт. Пройдя всю войну, в 1945 году он вернулся к творческой деятельности, создав Первый струнный квартет, скрипичную сонату, песни и романсы на слова Блока и Есенина. В сочинениях этого периода проявляется влияние военных впечатлений. На рубеже 1940-х ― 50-х Салманов обращается к оркестровой музыке, важным событием становится создание Первой симфонии, в которой композитор использовал славянские мотивы. В 1946―1951 Салманов преподаёт в музыкальном училище при Ленинградской консерватории, с 1951 года ― в самой консерватории (с 1965 ― профессор). В 1950-е он пишет ряд крупных сочинений, в том числе сюиту «Поэтические картинки» по Андерсену и поэму-ораторию «Двенадцать» на текст Блока.
Наибольшую известность получили поздние сочинения Салманова ― Вторая, Третья и Четвёртая симфонии, Скрипичный концерт, струнные квартеты, отмеченные лаконичностью и ёмкостью изложения, яркой выразительностью, строгостью формы. Важное место в творчестве композитора также принадлежит вокальной музыке. В романсах для голоса и фортепиано на стихи Лорки, П. Неруды, Т. Ружевича мелодическая линия следует за изгибами речи, а гармония оригинальна и богата. Широкое признание получили хоровые сочинения Салманова, в которых гармонично претворяются элементы русского фольклора. Салманов ― один из композиторов, возродивших жанр хорового концерта и наполнивших его новым содержанием.
С 1968 года Салманов занимал пост секретаря правления СК РСФСР.
В. Н. Салманов умер 27 февраля 1978 года в Ленинграде. Похоронен на Большеохтинском кладбище в районе Салтыковской дороги.

## Награды и премии
- Государственная премия РСФСР имени М. И. Глинки (1970) — за хоровой цикл «Лебёдушка»
- народный артист РСФСР (1972)
- заслуженный деятель искусств РСФСР (1962)

## Основные сочинения
- балет «Человек» (1964)

Оркестр
- Четыре симфонии (1952, 1959, 1963, 1976)
- «Лес», симфоническая картина (1948)
- Русское каприччио (1950)
- «Славянский хоровод» (1954)
- «Поэтические картинки», симфоническая сюита по Андерсену (1955)
- «Приветственная ода» (1961)
- «Детская симфония» (1962)
- Концерт для скрипки с оркестром № 1 (1964)
- «Ночи большого города» для скрипки и камерного оркестра (1969)
- «Величальная» (1972)
- Концерт для скрипки с оркестром № 2 (1974)

Вокально-оркестровые сочинения
- «Зоя» (1949)
- «Двенадцать», оратория-поэма на текст Блока (1957)
- «Ода Ленину» (1969)

Хоровые сочинения
- «Лебёдушка», хоровой концерт № 1
- «Добрый молодец», хоровой концерт № 2 (с английским рожком и аккордеоном)
- In memoriam, De profundis для сопрано, хора и органа
- Хоры без сопровождения на стихи русских поэтов

Камерно-инструментальные сочинения
- Шесть струнных квартетов (1945, 1958, 1961, 1963, 1968, 1971)
- Две сонаты для скрипки и фортепиано (1945, 1962)
- Два трио (1946, 1949)
- Фортепианный квартет (1947)
- Соната для виолончели и фортепиано (1963)
- «Монолог» для виолончели и фортепиано (1970, оркестровка 1972)

Камерно-вокальные сочинения
- Вокальные циклы на стихи А. А. Блока (1940-45), А. А. Фета (1947), Я. Купалы (1947), С. А. Есенина (1955), «Испания в сердце» (стихи Ф. Гарсиа Лорки и П. Неруды, 1959), «Песни об одиночестве» (сл. Ф. Гарсиа Лорки, 1967), на сл. Ф. И. Тютчева (1970), Т. Ружевича (1971)

- Музыка к спектаклям и кинофильмам